# Newsteadia tasmaniensis
Newsteadia tasmaniensis är en insektsart som beskrevs av Kozar och Konczne Benedicty 2000. Newsteadia tasmaniensis ingår i släktet Newsteadia och familjen vaxsköldlöss. Inga underarter finns listade i Catalogue of Life.